# ビッグ・ベア・チョッパーズ
ビッグ・ベア・チョッパーズ（Big Bear Choppers）は米国カリフォルニア州南部・サンバーナーディーノ郡のビッグベア湖を拠点とするオートバイメーカーである。

## 概要
2002年創立、オーナーは Kevin Alsop、Mona Alsop夫妻。
製造車両はクルーザーもしくはチョッパーに分類される形状である。テストライドを重ね、走行性能を重視していることが特徴。バイクのデザインは南カリフォルニア(So-Cal)の西海岸で主流の、西海岸スタイルを踏襲している。全てのモデルが250〜300という極太リアタイヤを装備、ネック角は34°以上である。
基本モデルは現在8種（全グレードを含めると13種）。
モデル選択後、エンジン・ミッション・各部パーツ等をチョイスすることができる為、形式で言えばキットバイクに当たる。
車両は未組立のパーツの状態での納車、または完成車での納車を選択できたが、
日本においては、2011年から排気ガスや騒音など国内規制に合わせた完成車のみの輸入となる。
エンジンの選択は三種。
S&S製100 SMOOTHエンジンのキャブレター版・EFI版の2種が基本となるが、パラドックス・G.T.X.の2台にはその2種に加えてS&S製のビッグベアチョッパーズ専売インジェクション式エンジン「BBC-S&S 114 SMOOTH™ X-Wedge」を選択できる。
ミッション・ドライブラインはBaker社などの製品を使用した上で、主にフレーム・フェンダー・タンク等の外装に関してビッグベアチョッパーズオリジナルパーツを用いている。
米国ケーブルテレビチャンネルであるディスカバリーチャンネル内の『バイカー・ビルドオフ』という番組にもカスタムバイクを登場させている。
また同番組の主催するコンテストにおいては、モデルの一つであるアテナ・チョッパーのプロトタイプが出品された。

## モデル名
- アテナ (The Athena)
  - アテナ・プロストリート
  - アテナ・チョッパー
- スクリーミン・デーモン (Screamin Demon)
- スレッド (The Sled)
  - スレッド・プロストリート
  - スレッド・チョッパー
- デビルズ・アドボケート (Devil's Advocate)
  - デビルズ・アドボケート・プロストリート
  - デビルズ・アドボケート・チョッパー
- ベノム (Venom)
  - ベノム・プロストリート
  - ベノム・チョッパー
- ミス・ビヘイビン (Miss Behavin)
- マーク (Merc)
  - マーク・ソフテイル
  - マーク・リジッド
- リーパー (Reaper)
- パラドックス (Paradox)
- G.T.X.
- ベアボーンズ (Bear Bones)

## 正規ディーラー
アメリカ
- アイダホ州
  - Q's Custom Rods and Rides
- アリゾナ州
  - Arizona Victory of Tucson・Arizona Victory of Phoenix
- イリノイ州
  - Iron Door Cycles・R&S Motorsports
- インディアナ州
  - Steel Customs
- ウィスコンシン州
  - Thunder Valley Cycles・Jamies Customs
- オハイオ州
  - Fayette Motorcycle & ATV
- オレゴン州
  - Attitude Customs
- カリフォルニア州
  - Temecula Valley Choppers・Freedom Rider of Fresno・Triple Threat Choppers・Left Coast Kustom・California Boss Hoss・Indian Motorcycles of Citrus Heights・Mad Dog Motorcycles
- ケンタッキー州
  - RT Cycles
- コネチカット州
  - Street Stuff Cycle・Black Dog Cycles
- コロラド州
  - Colorado Custom Cycles
- サウスカロライナ州
  - V-Twin Service of Rock Hill・Jack's Custom Cycles
- サウスダコタ州
  - Black HIlls Custom Cycles
- ジョージア州
  - Black Jack Motorcycles・American Dream Machines
- テキサス州
  - Strokers Dallas・Xtreme Texas Choppers・American Dream Cycles・Bikers Custom
- テネシー州
  - Tennessee Motorsports・Smoky Mountain Ironhorse
- ニュージャージー州
  - Performance V-Twin
- ニューヨーク州
  - Big Boar Cycles・Thunder Customs, LLC・Dragonz Lair Custom Cycles, Inc・Outback Choppers Custom Cycles
- ノースカロライナ州
  - Britt Motorsports・Chopperhead Road・Lake Norman ATV & Cycle・Bikers Blvd
- バージニア州
  - American Legend Custom Cycles・Seven City Cycles
- ハワイ州
  - Mikey's Speed Shop
- フロリダ州
  - Chopper Design Services・Haus of Trikes Florida
- ペンシルベニア州
  - Delaware County Custom Cycle
- ミシガン州
  - JR Cycle Works・Back Alley Cycles・American Cycle Mart・Mott Motorsports・Performance Customs・Full Throttle Motorsports
- ミズーリ州
  - Cutting Edge Cycles・Bears Hiway Classics
- ミネソタ州
  - Proven Performance・Ghost Riders
- メリーランド州
  - Savage Cycles・Rolling Thunder Cycle
- ルイジアナ州
  - Deep South Choppers・Bourget's of the South
- ロードアイランド州
  - ACI Customs
- ワイオミング州
  - Pirate Motorsports
- ワシントン州
  - American Motorcycles・Washington Choppers

イギリス
- Thunder City Motorcycles

インド
- Bully Custom Bikes

オーストラリア
- Ultimate Choppers Australia

カナダ
- Howler Custom Cycles・Thunder Bay Harley Davidson・Speed Trix・Underground Performance Cycles

スウェーデン
- Bike Line Sweden AB・Valen Custom Shop

ドイツ
- All American Motors

台湾
- Digiking Co.

日本
- 株式会社ユニオート

ニュージーランド
- The Chopper Shop

南アフリカ共和国
- East Coast Choppers・South Side Choppers・East End Custom Bikes C.C.